# Cá nục chuối
Cá nục thuôn hay cá nục chuối, tên khoa học Decapterus macrosoma, là một loài cá biển trong họ Carangidae.